# 2006 par pays en Asie
Les évènements de l'année 2006 en Asie. 
2004 par pays en Asie - 2005 par pays en Asie - 2006 - 2007 par pays en Asie - 2008 par pays en Asie